# Bärenbach (Bruchweiler-Bärenbach)
Bärenbach ist der kleinere Ortsteil, östlich der Wieslauter, der im rheinland-pfälzischen Landkreis Südwestpfalz liegenden Gemeinde Bruchweiler-Bärenbach.

## Lage
Bärenbach liegt im östlichen Gemeindegebiet mitten im Wasgau, wie der Südteil des Pfälzerwaldes auch genannt wird. Der Ort bildet denjenigen Teil der Ortsgemeinde, der sich orographisch links der Wieslauter befindet.

## Geschichte
Die erstmalige urkundliche Erwähnung des Ortes fand im Jahr 760 als Berenbach statt. Im Mittelalter gehörte der Ort zu den Ländereien des Klosters Weißenburg. 1764 gehörte Bärenbach zur Fauthei Schlettenbach, die dem besagten Kloster unterstand. Um 1790 kam der Ort zur Landgrafschaft Hessen-Darmstadt, innerhalb derer er fortan dem Amt Wörth unterstand.
Von 1798 bis 1814, als die Pfalz Teil der Französischen Republik (bis 1804) und anschließend Teil des Napoleonischen Kaiserreichs war, war Bärenbach in den Kanton Dahn eingegliedert. 1809 hatte der Ort insgesamt 108 Einwohner. 1815 wurde der Ort Österreich zugeschlagen. Bereits ein Jahr später wechselte Bärenbach in das Königreich Bayern. Ab 1818 war der Ort Bestandteil des Landkommissariat Pirmasens, das 1862 in ein Bezirksamt umgewandelt wurde. 1828 wurde Bärenbach mit der Nachbargemeinde Bruchweiler zu Bruchweiler-Bärenbach zusammengelegt. 1969 wurde der Ort Bestandteil der Ortsgemeinde Wieslautern, ehe diese 20 Jahre später wieder aufgelöst wurde. Inzwischen wird Bärenbach nicht mehr als eigenständige Siedlung wahrgenommen.